# العلاقات الدنماركية الدومينيكية
العلاقات الدنماركية الدومينيكية هي العلاقات الثنائية التي تجمع بين الدنمارك ودومينيكا.

## مقارنة بين البلدين
هذه مقارنة عامة ومرجعية للدولتين:
| وجه المقارنة                                              | الدنمارك                                                     | دومينيكا              |
| --------------------------------------------------------- | ------------------------------------------------------------ | --------------------- |
| المساحة (كم2)                                             | 42.92 ألف                                                    | 751                   |
| عدد السكان (نسمة)                                         | 5.79 مليون                                                   | 73.92 ألف             |
| الكثافة السكانية (ن./كم²)                                 | 134.9                                                        | 9.84 ألف              |
| العاصمة                                                   | كوبنهاغن                                                     | روسو                  |
| اللغة الرسمية                                             | اللغة الدنماركية                                             | لغة إنجليزية          |
| العملة                                                    | كرونة دنماركية                                               | دولار شرق الكاريبي    |
| الناتج المحلي الإجمالي (بليون دولار)                      | 324.87 مليار                                                 | 562.54 مليون          |
| الناتج المحلي الإجمالي (تعادل القوة الشرائية) بليون دولار | 278.61 مليار                                                 | 789.63 مليون          |
| الناتج المحلي الإجمالي الاسمي للفرد دولار أمريكي          | 51.99 ألف                                                    | 7.12 ألف              |
| الناتج المحلي الإجمالي للفرد دولار أمريكي                 | 45.54 ألف                                                    | 10.88 ألف             |
| مؤشر التنمية البشرية                                      | 0.900                                                        | 0.724                 |
| رمز المكالمات الدولي                                      | +45                                                          | +1767                 |
| رمز الإنترنت                                              | .dk                                                          | .dm                   |
| المنطقة الزمنية                                           | توقيت وسط أوروبا، ت ع م+02:00، ت ع م+01:00، أوروبا/كوبنهاجن ‏ | 00، توقيت أطلنطي موحد |

## منظمات دولية مشتركة
يشترك البلدان في عضوية مجموعة من المنظمات الدولية، منها:
| علم المنظمة | اسم المنظمة                        | تاريخ انضمام الدنمارك | تاريخ انضمام دومينيكا |
| ----------- | ---------------------------------- | --------------------- | --------------------- |
|             | وكالة ضمان الاستثمار متعدد الأطراف | 12 أبريل 1988         | 7 أكتوبر 1991         |
|             | منظمة الشرطة الجنائية الدولية      | ?                     | ?                     |
|             | منظمة حظر الأسلحة الكيميائية       | ?                     | ?                     |
|             | منظمة التجارة العالمية             | 1995                  | ?                     |
|             | الأمم المتحدة                      | 24 أكتوبر 1945        | 18 ديسمبر 1978        |
|             | مؤسسة التمويل الدولية              | 20 يوليو 1956         | 29 سبتمبر 1980        |
|             | يونسكو                             | 4 نوفمبر 1946         | 9 يناير 1979          |
|             | مؤسسة التنمية الدولية              | 30 نوفمبر 1960        | 29 سبتمبر 1980        |
|             | البنك الدولي للإنشاء والتعمير      | 30 نوفمبر 1960        | 29 سبتمبر 1980        |
|             | الاتحاد البريدي العالمي            | ?                     | ?                     |
|             | الاتحاد الدولي للاتصالات           | 1866                  | 28 أكتوبر 1996        |

## وصلات خارجية
- موقع وزارة الخارجية الدنماركية